# Батешти (Тимиш)
Батешти (рум. Bătești) насеље је у Румунији у жупанији Тимиш у граду Фађету. Oпштина се налази на надморској висини од 164 m.

## Прошлост
Аустријски царски ревизор Ерлер је 1774. године констатовао да место припада Фачетском округу, Лугожког дистрикта. Становништво је било претежно влашко.
Када је 1797. године пописан православни клир ту је само један свештеник. Парох поп Јован Поповић (рукоп. 1789) служио се само румунским језиком.

## Становништво
Према подацима из 2002. године у насељу је живело 503 становника, од којих су сви румунске националности.